# 菊地昌実
菊地 昌実（きくち まさみ、1938年（昭和13年）9月20日 - 2020年（令和2年）5月27日）は、日本のフランス文学・比較文学者、北海道大学名誉教授。

## 人物・来歴
北海道札幌市生まれ。1961年東京大学教養学部教養学科フランス分科卒、1966年東京大学大学院比較文学比較文化修士課程修了。北海道大学教養部助教授、言語文化部教授、2002年名誉教授。肝炎訴訟を支える会世話人代表。
2020年5月27日、胃癌のため死去。

## 著書
- 『漱石の孤独　近代的自我の行方』行人社、1984
- 『絶対平和論: 日本は戦ってはならない』新評論、2018

### 翻訳
- アルベール・メンミ『差別の構造 性・人種・身分・階級』白井成雄共訳 合同出版、1971
- アルベール・メンミ『あるユダヤ人の肖像』白井成雄共訳　法政大学出版局 叢書・ウニベルシタス、1980
- アルベール・メンミ『イスラエルの神話 ユダヤ人問題に出口はあるか』白井成雄ほか共訳 新評論、1983
- ダニエル・サルナーヴ『死者の贈り物 ひとはなぜ本を読むか』白井成雄共訳 法政大学出版局 叢書・ウニベルシタス、1993
- エドガール・モラン、アンヌ・ブリジット・ケルン『祖国地球 人類はどこへ向かうのか』法政大学出版局 叢書・ウニベルシタス、1993
- R.ジャカール、M.テヴォス『安らかな死のための宣言』新評論、1993
- ミシェル・マフェゾリ『現代世界を読む スタイルとイメージの時代』法政大学出版局 叢書・ウニベルシタス、1995
- ジャン=クロード・ギユボー『啓蒙思想の背任 現代の混迷を分析する』白井成雄共訳 法政大学出版局 叢書・ウニベルシタス、1996
- アルベール・メンミ『人種差別』白井成雄共訳 法政大学出版局 りぶらりあ選書、1996
- リュック・フェリー『神に代わる人間 人生の意味』白井成雄共訳　法政大学出版局 叢書・ウニベルシタス、1998
- ジャン=フランソワ・ルヴェル、マチウ・リカール『僧侶と哲学者 チベット仏教をめぐる対話』高砂伸邦、高橋百代共訳 新評論、1998
- エドガール・モラン『E.モラン自伝 わが雑食的知の冒険』高砂伸邦共訳 法政大学出版局 叢書・ウニベルシタス、1999
- ジャン・ダニエル『神は狂信的か 現代の悪についての省察』法政大学出版局 叢書・ウニベルシタス、2000
- フレデリック・グロ『フーコーと狂気』法政大学出版局 叢書・ウニベルシタス、2002
- マチウ・リカール、チン・スアン・トゥアン『掌の中の無限 チベット仏教と現代科学が出会う時』新評論、2003
- アルベール・メンミ『脱植民地国家の現在 ムスリム・アラブ圏を中心に』白井成雄共訳 法政大学出版局 りぶらりあ選書、2007
- ジャン・ブリクモン『人道的帝国主義 民主国家アメリカの偽善と反戦平和運動の実像』新評論、2011

## 参考
- 『漱石の孤独』著者紹介
- [ISBN 978-4-7948-0871-4]
- <退官記念>菊地昌實教授略歴および業績 大学院国際広報メディア研究科言語文化部紀要、2002-12-20